# Union Bay
Union Bay est une communauté située dans la province de la Colombie-Britannique, dans l`est de l`Île de Vancouver.

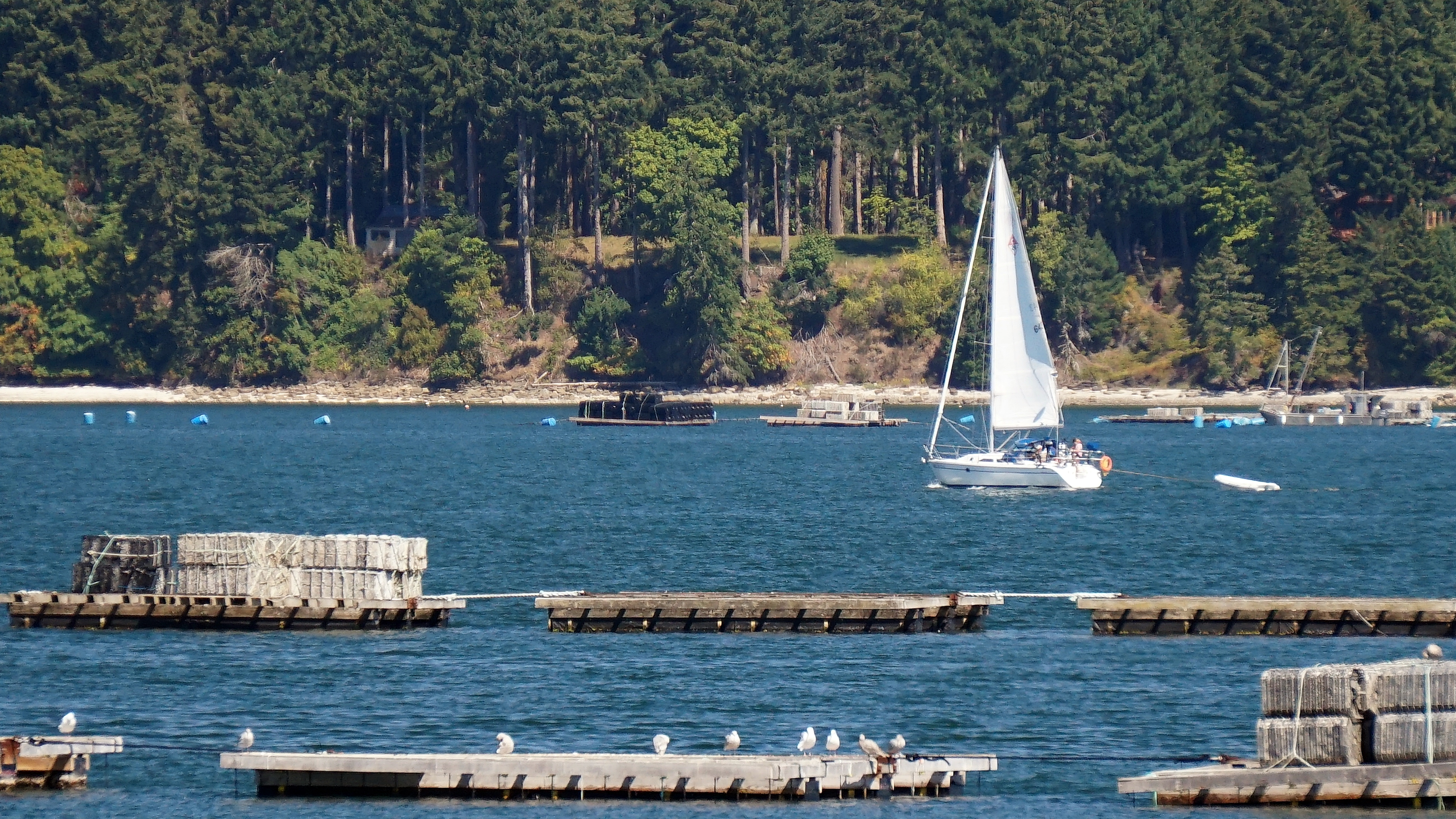
Plateforme d'huîtres, Union Bay, 2016.